# Analu Prestes
Analu Prestes nome artístico de Ana Lúcia Prestes Sales da Silva (Santos, 9 de agosto de 1952) é uma atriz, cenógrafa, autora, figurinista e artista plástica brasileira.

## Carreira
Em 1971, Analu Prestes começa sua carreira como atriz ao protagonizar o curta Julia Pastrana, de Naum Alves de Souza. Em 1975, a atriz estreia em longas-metragens no premiado Guerra Conjugal, como Maria da Perdição. Em 1976, Analu entrou para as novelas ao participar de O Casarão, de Lauro César Muniz, na Rede Globo. Em maio de 1978, posou nua para a revista Ele Ela. Na década de 1980, Analu Prestes participou de mais três filmes importantes: Com Licença, Eu Vou À Luta, de Lui Farias, Baixo Gávea, de Haroldo Marinho Barbosa, e Romance da Empregada.
Na década de 1990, Analu Prestes se tornou artista plástica, porém continuou com trabalhos no teatro como A Morte do Caixeiro Viajante e Os Justos, além de participar da série Confissões de Adolescente, como a Professora Terezinha. Em 2008, a atriz retorna aos palcos com a peça No Natal a Gente Vem Te Buscar, de Naum Alves de Sousa e em 2009, participa do seriado Tudo Novo de Novo, da Rede Globo.

## Filmografia

### Na televisão
| Ano     | Título                    | Personagem                       | Notas                                     | Emissora      |
| ------- | ------------------------- | -------------------------------- | ----------------------------------------- | ------------- |
| 1976    | O Casarão                 | Maria do Carmo Leme              |                                           | TV Globo      |
| 1988    | Olho por Olho             | Dra. Belisa Queiróz              |                                           | Rede Manchete |
| 1990    | Mico Preto                | Líria                            |                                           | TV Globo      |
| 1994    | Você Decide               | Sandra                           | Episódio: "Sombras do Passado"            | TV Globo      |
| 1994    | Confissões de Adolescente | Dona Terezinha                   |                                           | TV Cultura    |
| 2003    | A Grande Família          | Dra. Tereza Miranda              | Episódio: "Sexo, Drogas e Vinho do Porto" | TV Globo      |
| 2004    | Celebridade               | Apresentadora do Fala Sério!     | Participação Especial                     | TV Globo      |
| 2009    | Tudo Novo de Novo         | Salete                           |                                           | TV Globo      |
| 2011    | Tapas & Beijos            | Catarina                         | Episódio: "Casa Comigo?"                  | TV Globo      |
| 2012    | As Brasileiras            | Adelaide                         | Episódio: "A Perseguida de Curitiba"      | TV Globo      |
| 2012    | Cheias de Charme          | Tia Romana Paixão                |                                           | TV Globo      |
| 2013    | Além do Horizonte         | Vó Tita                          |                                           | TV Globo      |
| 2014–15 | Tapas & Beijos            | Shirley Said                     |                                           | TV Globo      |
| 2016    | TOC's de Dalila           | Dona Clara                       | 10 episódios                              | Multishow     |
| 2017    | A Cara do Pai             | Conselheira Tutelar              | Episódio: "Vão Rolar as Festas"           | TV Globo      |
| 2018    | Tempo de Amar             | Hermengarda Sampaio              | Participação Especial                     | TV Globo      |
| 2018    | Sob Pressão               | Valéria Guedes                   | 2 episódios                               | TV Globo      |
| 2021    | Filhas de Eva             | Maria José Ramos de Souza (Zezé) |                                           | Globoplay     |
| 2022    | Um Lugar ao Sol           | Sueli Moreira Bastos             | Episódio: "19 de janeiro"                 | TV Globo      |
| 2023    | Amor Perfeito             | Olímpia Batista                  | Episódio: "20–22 de março"                | TV Globo      |
| 2024    | Suíte Magnólia            | Bonifácia Amarante Bartolomeu    |                                           | Canal Brasil  |
| 2024    | Pedaço de Mim             | Olinda                           |                                           | Netflix       |

### No cinema
| Ano  | Título                         | Personagem              |
| ---- | ------------------------------ | ----------------------- |
| 1971 | Julia Pastrana                 | Julie Pestrana          |
| 1975 | Guerra Conjugal                | Maria da Perdição       |
| 1976 | Assuntina das Américas         | Clarice                 |
| 1982 | O Homem do Pau Brasil          | Violeta                 |
| 1986 | Com Licença, Eu Vou À Luta     | Dra. Regina (Advogada)  |
| 1986 | Baixo Gávea                    | Mulher de Rui           |
| 1987 | Romance da Empregada           | Fabiana                 |
| 2005 | Coisa de Mulher                | Maria Luiza             |
| 2006 | Irma Vap - O Retorno           | Sueli                   |
| 2006 | Muito Gelo e Dois Dedos D'Água | Professora              |
| 2010 | Como Esquecer                  | Donna Laura             |
| 2012 | Vendo ou Alugo                 | Bitucha Pereira Barreto |
| 2015 | Operações Especiais            | Dona Odélia             |
| 2017 | Destinos                       | Lúcia                   |
| 2019 | Mormaço                        | Dona Rosa               |
| 2023 | Memórias Ocultas               | Eva                     |
| 2024 | A Herança                      | Tia Vitória             |
| 2024 | Senhoritas                     | Lívia                   |
| 2024 | Avenida Beira-Mar              | Dona Jô                 |
| 2025 | Cinco da Tarde                 | Avó                     |

## Teatro[14]
- 1972 - As Três Irmãs
- 1972 - Gracias Señor
- 1972–1974 - O Casamento do Pequeno Burguês
- 1975 - Simbad, O Marujo
- 1975 - Tito Andrônico
- 1978 - Policarpo Quaresma
- 1979 - O Mistério Bufo
- 1979 - O Diamante do Grão-Mogol
- 1980 - No Natal a Gente Vem te Buscar
- 1982 - As Bodas de Felissa
- 1982 - Aurora da Minha Vida
- 1984 - O Califa da Rua do Sabão
- 1985 - A Desinibida do Grajaú
- 1985 - Um Beijo, um Abraço, um Aperto de Mão
- 1986 - Pedra, a Tragédia
- 1987 - Gardel, uma Lembrança
- 1991 - Algemas do Ódio
- 1992 - No Coração do Brasil
- 1998 - Clarice: Coração Selvagem
- 2002 - A Morte do Caixeiro Viajante
- 2005 - Os Justos
- 2008 - No Natal a gente vem te buscar
- 2009 - As Meninas
- 2011 - Estilhaços
- 2011 - Um dia como os outros
- 2011 - Mulheres sonharam cavalos
- 2013 - Emily
- 2016 - O Camareiro
- 2017 - Nada
- 2017 - As Crianças
- 2017 - Tom na Fazenda
- 2019 - As Crianças
- 2021 - Sonhos para Vestir (direção de arte)
- 2022 - A Última Ata
- 2023 - Voz da Vó (direção de arte)
- 2024 - O sagaz Ulisses
- 2024 - As Crianças[15]

## Prêmios
| Ano  | Prêmio       | Indicação                | Trabalho                                        | Resultado | Ref.   |
| ---- | ------------ | ------------------------ | ----------------------------------------------- | --------- | ------ |
| 1972 | Prêmio APCA  | Melhor Atriz Revelação   | O Casamento do Pequeno Burguês                  | Venceu    |        |
| 2012 | Prêmio APTR  | Melhor Atriz Coadjuvante | Um dia como os outros Mulheres sonharam cavalos | Venceu    | [ 16 ] |
| 2019 | Prêmio Shell | Melhor Atriz             | As Crianças                                     | Venceu    | [ 17 ] |
| 2020 | Prêmio APTR  | Melhor Atriz             | As Crianças                                     | Venceu    | [ 18 ] |
| 2022 | Prêmio APTR  | Melhor Cenografia        | Sonhos para Vestir                              | Venceu    | [ 19 ] |
| 2023 | Prêmio APTR  | Melhor Atriz Coadjuvante | A Última Ata                                    | Venceu    | [ 20 ] |